# Thymelaea coridifolia
Thymelaea coridifolia é uma espécie de planta com flor pertencente à família Thymelaeaceae. 
A autoridade científica da espécie é (Lam.) Endl., tendo sido publicada em Genera Plantarum Suppl. 4(2): 66. 1847 (1848).

## Portugal
Trata-se de uma espécie presente no território português, nomeadamente os seguintes táxones infraespecíficos:
- Thymelaea coridifolia subsp. dendrobryum - presente em Portugal Continental. Em termos de naturalidade é endémica da Península Ibérica. Não se encontra protegida por legislação portuguesa ou da Comunidade Europeia.